# Караско
Караско (итал. Carasco) је насеље у Италији у округу Ђенова, региону Лигурија.
Према процени из 2011. у насељу је живело 1439 становника. Насеље се налази на надморској висини од 27 м.

## Становништво
| 1936. | 1951. | 1961. | 1971. | 1981. | 1991. | 2001. | 2011. |
| ----- | ----- | ----- | ----- | ----- | ----- | ----- | ----- |
| 1.757 | 1.746 | 1.676 | 2.028 | 3.187 | 3.161 | 3.274 | 3.649 |